# Reino Kalliola
Reino Kalervo Kalliola, född 13 januari 1909 i Helsingfors, död 7 oktober 1982 i Kina, var en finländsk botaniker.
Kalliola avlade filosofie doktorsexamen 1939. Han var 1943–1969 docent i växtgeografi vid Helsingfors universitet och tjänstgjorde 1939–1972 som statens naturskyddsinspektör. Han publicerade flera vetenskapliga undersökningar, främst rörande Lapplands alpina växtlighet, och framträdde även som populärvetenskaplig författare, bl.a. med en bokserie i tre delar om Finlands natur (1946–1958). Bland Kalliolas övriga arbeten märks Suomen kasvimaantiede (1973).
Han erhöll professors titel 1965.